# Neustadt bei Coburg
Neustadt bei Coburg, Neustadt b.Coburg – miasto w Niemczech, w kraju związkowym Bawaria, w rejencji Górna Frankonia, w regionie Oberfranken-West, w powiecie Coburg. Leży ok. 13 km na północny wschód od Coburga, nad rzeką Röthen, przy drodze B89 i linii kolejowej Coburg – Sonneberg.
Najbliżej położone duże miasta: Norymberga ok. 100 km na południe, Praga – ok. 250 km na wschód i Frankfurt nad Menem – ok. 180 km na zachód. Nie zostało zburzone podczas II wojny światowej. 

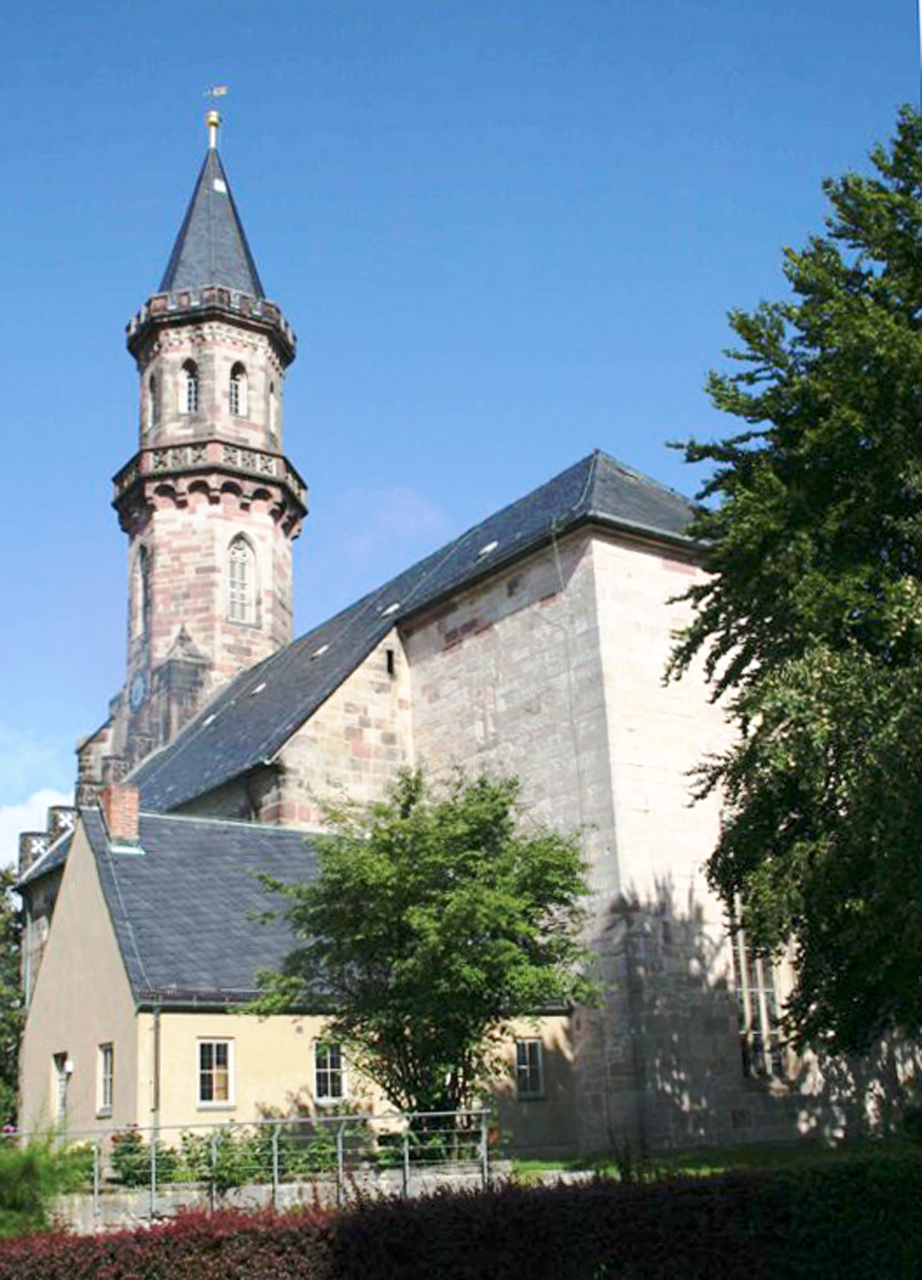
Kościół ewangelicki pw. św. Jerzego (St. Georg)

## Dzielnice
W skład miasta wchodzą następujące dzielnice: 
| - Aicha - Birkig - Boderndorf - Brüx - Ebersdorf - Fechheim - Fürth am Berg | - Haarbrücken - Höhn - Horb - Kemmaten - Ketschenbach - Meilschnitz - Mittelwasungen - Neustadt b. Coburg | - Plesten - Rüttmannsdorf - Thann - Unterwasungen - Weimersdorf - Wellmersdorf - Wildenheid |

## Polityka
Burmistrzem jest Frank Rebhan z SPD. 

### Rada miasta
Rada miasta składa się z 24 członków:
|      | CSU | SPD | Wolni Wyborcy | Zieloni | Razem |
| 2002 | 10  | 3   | 24 miejsca    |         |       |

### Współpraca
Miejscowości partnerskie:
- Sonneberg, Turyngia
- Villeneuve-sur-Lot, Francja

## Osoby urodzone w Neustadt bei Coburg
- Karl Arnold (1883–1953), malarz
- Max Oscar Arnold (1854–1938), polityk
- Else Arnold-Kupfer (1888–1974), aktorka, piosenkarka
- Erich Bagge (1912–1996), fizyk jądrowy
- Erich Beer (ur. 1946), piłkarz
- Ludwig Christian Crell, filozof
- Ernst Dorn (1889–1927), malarz
- Jürgen W. Heike (1847–1889), polityk
- Helmuth Johnsen, biskup ewangelicki
- Erhard Kirchner (1866–1927), polityk
- Walter Knauer (ur. 1937), polityk
- Friedrich Knorr (1904–1978), polityk
- Albert Koch (1921–1995), polityk
- Johann Jacob Korn (1702–1756), przedsiębiorca, księgarz we Wrocławiu
- Wilhelm Krumbach (1937–2005), kompozytor, organista
- Georg Simon Löhlein (1725–1781), kompozytor, muzyk
- Gustav Köhler (1884–1960), rzeźbiarz
- Edmund Moeller (1885–1957), rzeźbiarz, wykonawca pomników w Peru
- Wilhelm Neuhäuser (1885–1860), rzeźbiarz
- Gustav Reißmann (1887–1954), rzeźbiarz
- Max Reißmann (1856–1917), malarz
- Heinrich Schaumberger (1843–1874), pisarz
- Johann Paul Schulthesius (1748–1816), kompozytor
- Johann Georg Witthauer (1751–1802), kompozytor